# Clerodendrum trichotomum
Kansenboom of pindakaasboom (Clerodendrum trichotomum) is een houtige soort uit de lipbloemenfamilie (Lamiaceae). Soms wordt ze ook tot de ijzerhardfamilie (Verbenaceae) gerekend.

## Determinatie
Kansenboom is een bladverliezende, meerstammige struik of kleine loofboom. Ze bereikt een hoogte van ongeveer 6–7 m. De soort vormt hartvormige, zacht behaarde bladeren. Wanneer men stevig over deze bladeren wrijft laten ze de geur van pindakaas achter. Kansenboom bloeit in augustus met geurende witte, stervormige bloemen. Na de bloei verschijnen staalblauwe, giftige bessen die afsteken tegen de donkerrode kelkbladeren.

## Verspreiding
Het natuurlijke verspreidingsgebied van kansenboom strekt zich uit over China en Japan.

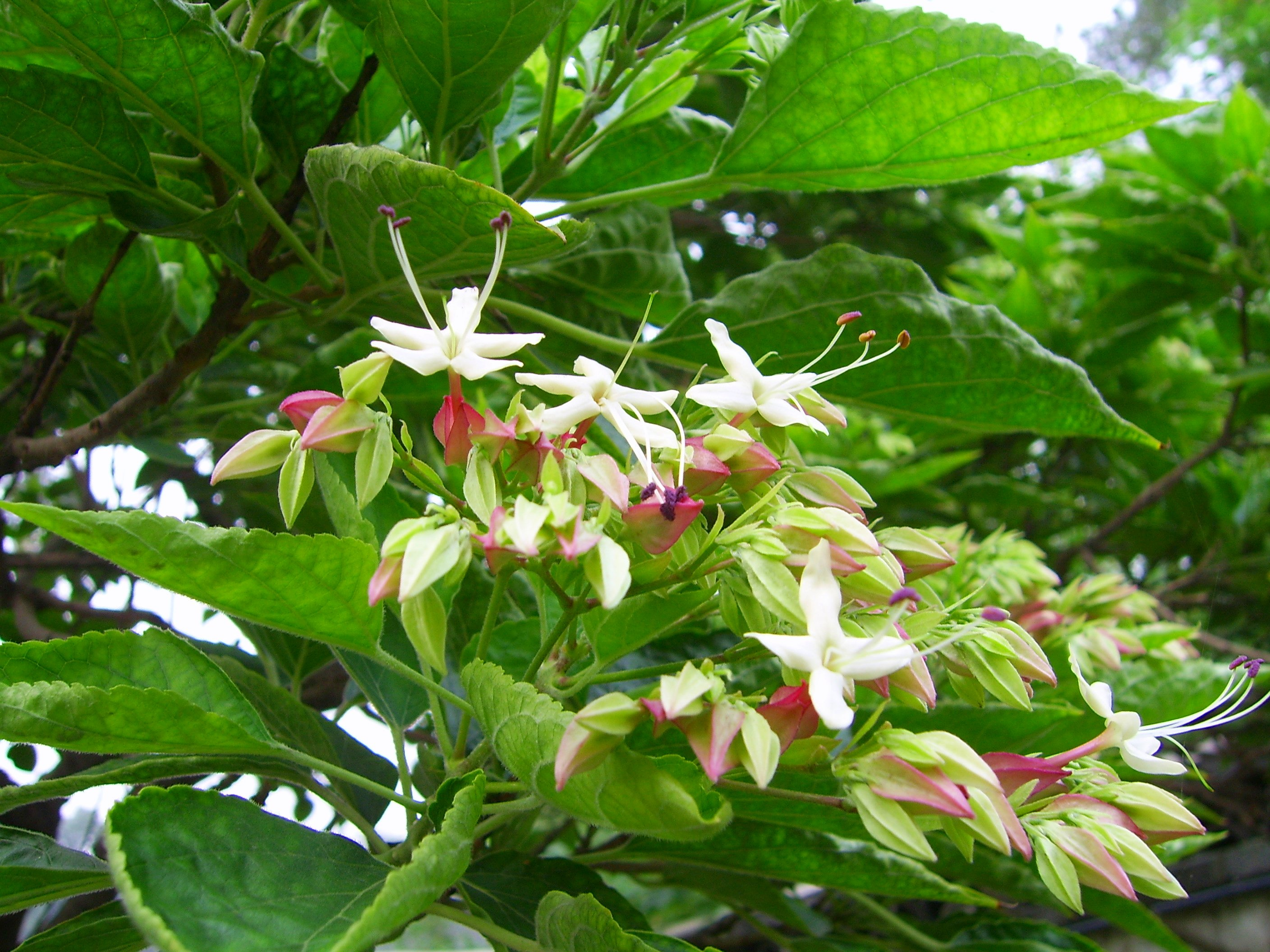
Bloesem

## Cultivatie
Kansenboom wordt veel aangeplant als sierplant. Op eutrofe, losse grond vormt ze worteluitlopers. Ze kan gemakkelijk vermeerderd worden door middel van een wortelstek. Uit het geslacht Clerodendrum is zij de enige soort die in het West-Europese klimaat voldoende winterhard is.